# 越南咀签
越南咀签（学名：Gouania leptostachya var. tonkinensis）为鼠李科咀签属下的一个变种。

## 扩展阅读
- 維基物種上的相關：越南咀签